# エリック・グリューエンバーグ
エリック・グリューエンバーグ（Erich Gruenberg、1924年10月12日 - 2020年8月8日）は、オーストリア出身のイギリスで活動したヴァイオリニスト。

## 生涯
ウィーンにエーリヒ・グリューエンベルクとして生まれる。
生地の音楽院で学んだあと、エルサレム音楽院に留学し、1938年から1945年までエルサレム放送協会管弦楽団のコンサートマスターを務めた。1946年にロンドンに居を移してマックス・ロスタルの下で研鑽を積み、1947年のカール・フレッシュ国際ヴァイオリン・コンクールで優勝した。エドマンド・ラッブラ、ウィリアム・プリースらとの室内楽の活動をしながら、オーケストラ・プレイヤーとしても活躍し、1956年から1958年までストックホルム・フィルハーモニー管弦楽団、1962年から1965年までロンドン交響楽団、1972年から1976年までロイヤル・フィルハーモニー管弦楽団のコンサートマスターを務めた。
1982年からギルドホール音楽学校で教鞭をとり、1989年にはロンドンの王立音楽院の教授に就任している。
1994年にOBEを叙勲。
2020年8月8日、ハムステッド・ガーデン・サバーブの自宅にて死去。95歳没。
最も広く聴かれた音源としては、ロンドン交響楽団時代コンサートマスターとしてソロを演奏したリムスキー＝コルサコフ「シェエラザード」（レオポルド・ストコフスキー指揮）などがある。